# Cratère Ngurdoto
Le cratère Ngurdoto est une caldeira du Nord de la Tanzanie, situé à l'Est-Sud-Est du mont Méru et au Sud-Ouest du Kilimandjaro.
Entièrement inclus dans le parc national d'Arusha de même que le mont Méru, ses pentes sont couvertes d'une dense forêt.

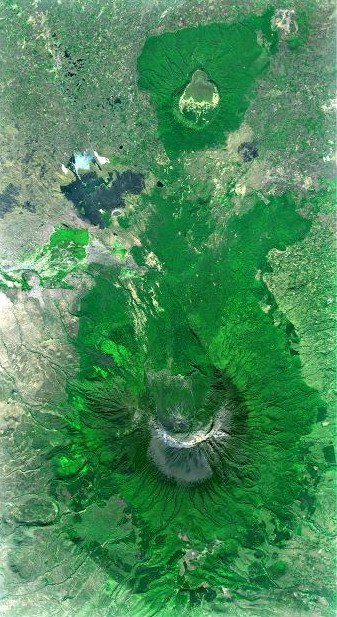
Vue satellite du cratère Ngurdoto (en haut) et du mont Méru (en bas)

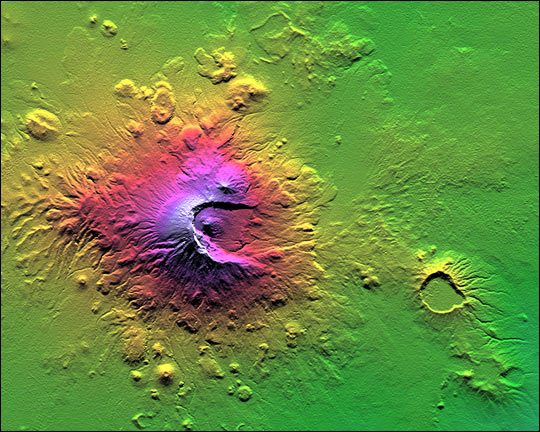
Vue satellite topographique en fausses couleurs du mont Méru (à gauche) et du cratère Ngurdoto (à droite)